# Neoheteronyx brevicollis
Neoheteronyx brevicollis är en skalbaggsart som beskrevs av Blackburn 1890. Neoheteronyx brevicollis ingår i släktet Neoheteronyx och familjen Melolonthidae. Inga underarter finns listade i Catalogue of Life.